# Leptogaster parvoclava
Leptogaster parvoclava là một loài ruồi trong họ Asilidae. Leptogaster parvoclava được Martin miêu tả năm 1957. Loài này phân bố ở vùng Tân Bắc giới.